# Brachyphaea
Genre
Brachyphaea est un genre d'araignées aranéomorphes de la famille des Corinnidae.

## Distribution
Les espèces de ce genre se rencontrent en Afrique de l'Est.

## Liste des espèces
Selon World Spider Catalog (version 21.5, 18/08/2020) :
- Brachyphaea berlandi Lessert, 1915
- Brachyphaea castanea Simon, 1896
- Brachyphaea hulli Lessert, 1921
- Brachyphaea proxima Lessert, 1921
- Brachyphaea simoni Bösenberg & Lenz, 1895
- Brachyphaea simpliciaculeata Caporiacco, 1949
- Brachyphaea vulpina Simon, 1896

## Publication originale
- Bösenberg & Lenz, 1895 : Ostafrikanishe Spinnen gesammelt von Herrn Dr. F. Stuhlmann in den Jahren 1888 und 1889. Jahrbuch der Hamburgischen Wissenschaftlichen Anstalten, vol. 12, no 2, p. 27-51 (texte intégral).